# 迫和博
迫 和博（さこ かずひろ）は、日本の薬学者。学位は薬学博士。アステラス製薬株式会社製剤研究所所長、静岡県立大学薬学部客員教授、神戸大学大学院工学研究科客員教授(連携講座)。

## 概要
薬学を専門とする研究者であり、薬学博士の学位を持つ。2002年に　静岡県立大学より薬学博士　論文の名は　「結腸吸収を利用した持続吸収型経口徐放システムの開発研究(Research and development of oral controlled-release system for continuous absorption utilizing colonic drug absorption)」。アステラス製薬の製剤研究所にて所長を務めるなど、要職を歴任した。それに加えて、静岡県立大学などでは客員教授として教鞭を執るなど、後進の育成にも力を注いでいる。また、創薬や製剤といった分野の研究の推進を図るため結成された「創剤フォーラム」では、役員として名を連ね世話人を勤めている。アステラス製薬では、経口剤、注射剤、経皮剤、吸入剤といったさまざまな形態の薬品を製造するため、薬理活性を持つ化合物についての製剤研究を手がけてきた。

## 研究
アステラス製薬製剤研究所の所長在任中は、製剤分野の研究について、薬学のみならず物理化学や生物学といった他の学問の知見も重要であると指摘している。また、「付加価値の高い製剤開発」との方針を打ち出し、医薬品のドラッグデリバリーシステムや新技術の開発を通じ、新規化合物の特性を最大限に発揮させることを目指していた。
特にドラッグデリバリーシステムについては、「薬物の本来有するポテンシャルを引き出し、適正な薬物療法を提供する」とともに、「化合物の欠点をカバーすることによる創薬スピード・確度向上への貢献」を図ることができると指摘し、その重要性を説いている。具体例として、アステラス製薬においては経口薬のドラッグデリバリーシステムの開発事業に携わった。

## 人物
自身の職場であるアステラス製薬製剤研究所について「製剤研究所は患者に最も近い研究所」との信条を持っており、同社の公式サイトにて、研究職を志す人々に対し「やりがいを感じながら魅力ある製剤研究を行いたい研究員の皆さん、製剤技術のグローバルな発信基地である『製剤研究所』で一緒に働きませんか?」と呼びかけ、自身のガッツポーズを披露している。